# Francesco Cennini de' Salamandri
Francesco Cennini de' Salamandri (Sarteano, 21 de novembro de 1566 - Roma, 2 de outubro de 1645) foi um cardeal do século XVII

## Biografia
Nasceu em Sarteano em 21 de novembro de 1566. Da antiga e nobre família dos marqueses de Castiglioncello del Trinoro. O mais novo dos dois filhos de Curzio Cennini e Iacoma Franceschi. A outra criança era Roberto (marquês de Castiglione di Chiusi). A partir do século XV a família passou a ser conhecida com o sobrenome Salamandri. Tio de Domenico Cennini, bispo de Gravina (1645-1684). Outros cardeais membros de sua família foram Girolamo Bernerio, OP (1586), Scipione Cobelluzzi (1616) e Desiderio Scaglia, OP (1621). Primo de Domenico Cennini, bispo de Gravina. Seu sobrenome também está listado apenas como Cennini.
Obteve um doutorado in utroque iure na Universidade de Siena..
Ordenado em 1591. Nesse mesmo ano, recebeu do bispo Ludovico Martelli de Chiusi o benefício da igreja paroquial de S. Vittoria fuori le mura em Sarteano. Esta concessão foi contestada pelo camaldulense Anselmo Venturi, cujo processo foi apoiado pelo tribunal da Sagrada Rota Romana. Para compensá-lo pelo benefício perdido, o bispo nomeou o padre Cennini arcipreste da catedral de Chiusi e vigário geral da diocese. Depois de alguns anos, foi para Roma para trabalhar na Cúria como advogado. Ingressou na corte do cardeal Girolamo Bernieri, OP, como auditor. Mais tarde, após a morte do cardeal Bernieri em 1611, ele entrou ao serviço do cardeal Scipione Caffarelli-Borghese; e em 1612, quando morreu o auditor do cardeal, o bispo Antonio Maria Franceschini de Amelia, Francesco tornou-se auditor e bispo daquela sé..
Eleito bispo de Amelia em 1º de outubro de 1612. Consagrada em 21 de outubro de 1612, igreja de S. Biagio em Montecitorio, pelo cardeal Giovanni Garzia Millini, auxiliado por Alessandro Ludovisi, arcebispo de Bolonha, e por Lorenzo Landi, bispo de Fossombrone. Na mesma cerimônia foi consagrado Ottavio Ridolfi, bispo de Ariano, futuro cardeal. Seu lema era Laedit, non laeditur . Obteve o sigilo da Penitenciária Apostólica. Prelado do SS.CC. da Sagrada Consultae do Bom Governo. Encarregado das finanças do papa e de seu sobrinho, o cardeal Caffarelli-Borghese. Governador de Roma por oito anos. Núncio na Espanha, de 17 de julho de 1618 até janeiro de 1621. Promovido ao patriarcado titular de Jerusalém, mantendo a sé de Amélia, em 17 de dezembro de 1618. Recebeu o pálio em 4 de março de 1619..
Criado cardeal sacerdote no consistório de 11 de janeiro de 1621. Não participou do conclave de 1621, que elegeu o Papa Gregório XV; ele estava viajando de Madri para Roma para o conclave quando recebeu a notícia da eleição do novo papa e voltou à corte espanhola. Recebeu o chapéu vermelho em 27 de março de 1621; e o título de S. Marcello em 19 de abril de 1621. Participou do conclave de 1623, que elegeu o Papa Urbano VIII. Transferido para a sé de Faenza, 2 de outubro de 1623; ele governou a diocese por meio de vigários. Legado em Ferrara, de 12 de novembro de 1623 a 5 de abril de 1627, quando foi substituído pelo cardeal Giulio Sacchetti. O Papa Urbano VIII confiou-lhe as negociações com o duque Francesco Maria Della Rovere de Urbino para o reconhecimento dos direitos dos Estados Pontifícios sobre o ducado (a última signoria privadadentro do Estado Pontifício) caso o próprio duque, como parecia provável, morresse sem deixar herdeiros; o cardeal visitou o duque para convencê-lo contra as pretensões do imperador Fernando II e dos regentes do grão-duque Ferdinando II de' Medici da Toscana; O duque Della Rovere assinou uma carta datada de 4 de novembro de 1623, atendendo a todos os pedidos da Cúria Romana. Optou pela ordem dos cardeais bispos e pela sé suburbicária de Sabina, em 25 de fevereiro de 1641. Renunciou ao governo da sé de Faenza antes de 4 de maio de 1643. Participou do conclave de 1644, que elegeu o Papa Inocêncio X. Prefeito da SC do Concílio Tridentino, setembro de 1644 até sua morte; surpreendeu seus colaboradores e os demais cardeais da Congregação por sua grande capacidade de trabalho apesar de sua idade. Vice-Decano do Sagrado Colégio dos Cardeais. Optou pela sede suburbicária de Porto e Santa Rufina, a 6 de março de 1645. Prefeito da Congregação das Águas..
Morreu em Roma em 2 de outubro de 1645. A seu pedido, foi sepultado aos pés do túmulo do Papa Paulo V na Capela Paolina, basílica patriarcal da Libéria, em Roma, em homenagem ao seu grande protetor..